# Lorde Asriel
Lorde Asriel é o personagem fictício na trilogia Fronteiras do Universo escrito por Phillip Pullman
Asriel é um membro da aristocracia inglesa em um universo paralelo dominado pela igreja. Ele é descrito como "um homem alto com uma cara seria e negra, seus olhos brilhavam selvagemente."

## O nome
O nome Asriel vem de origem hebraica que significa "Promessa de  Deus". O nome Asriel também é mencionado por três vezes na Bíblia Sagrada, em Números 26:31, Josué 17:2 e 1Crônicas 7:14, sendo guerreiro e um dos filhos de Manassés.

## Papel na história
Lorde Asriel era um membro muito respeitado da aristocracia inglesa. Como um explorador que trabalhou com teologia experimental (expressão desse universo paralelo que significa cientista), ele adquiriu muito poder, terrenos e dinheiro. Mas quando teve uma filha (Lyra Belacqua)com sua amante (Marisa Coulter), isso mudou. O marido de Marisa,Edward Coulter, pretendia matar Lyra, então Asriel o desafiou para um duelo, onde o matou.  Quando a igreja descobriu ele perdeu todo a sua fortunas e terras, e Lyra foi mandada para a Faculdade Jordan para ser criada pelos catedráticos. Asriel odiou a igreja profundamente depois desse evento, e passou a ser sustentado pela Faculdade Jordan em suas pesquisas científicas.
Depois que viajou para o norte, Lorde Asriel visitou a Jordan e quase foi envenenado pelo Reitor, que havia lido o aletiômetro e descoberto que as ações de Asriel poderiam ser perigosas para a Faculdade. Ele foi salvo por Lyra, que viu o Reitor colocando veneno no copo de Tokay de Lorde Asriel. Após conseguir o dinheiro para continuar a estudar o Pó, ele viajou para Svalbard, uma cidade do norte, mas foi preso pelos panserbjone, que estavam sob o controle de Iofur Raknison. Lá, ele esperou em um quarto onde conseguisse prosseguir com seus estudos enquanto aguardava uma criança para ser sacrificada para abrir um portal para outro universo. Eventualmente uma criança chegou: Roger Parslow que fora levado por Lyra.
Depois que a criança foi sacrificada, Lorde Asriel viajou a Cittàgazze. Se aliou a um grupo de anjos rebeldes comandados por Xaphania. Ele viajou a uma dimensão vazia e construiu sua enorme fortaleza de basalto, juntou um exercito formado por seres de vários mundos e começou uma rebelião contra Autoridade(fazendo um simbolismo do Lucifer/Satã).
No terceiro livro da série, A Luneta Âmbar, ele se aliou ao Rei Ogunwe  e Lorde Roke para encontrar Lyra, depois mais uma pessoa se aliou nessa busca: Marisa Coulter. A Sra. Coulter voltou para O Tribunal Consistorial de Disciplina junto a Lorde Roke para espionar, e lá descobriram que a igreja criou uma bomba para matar Lyra. Asriel salvou então a Sra. Coulter da explosão que destruiu o Saint-Jean Les Euax (o lugar onde a bomba foi plantada).
Lyra sobreviveu, e Lorde Asriel usou seus exércitos para procurar os dimons de Lyra e Will, pois caso a Autoridade os tivesse poderia controlar eles, e seus exércitos lutaram contra o armada da Autoridade e da Igreja. No fim da história, tanto Lorde Asriel quanto a Sra Coulter se sacrificam para matarem Metraton e, assim, salvarem Lyra.

## Adaptações
Timothy Dalton interpretou Lorde Asriel na adaptação da obra para o teatro, apresentada entre 2003 e 2004.
Daniel Craig interpretou Lorde Asriel na adaptação cinematográfica de 2007, A Bússola de Ouro.
James McAvoy interpreta Asriel na série de televisão His Dark Materials.